# Josep Albi Fita
Josep Albi Fita (castellà: José Albi)  (València, 1922 - Xàbia, 7 de juny de 2010) fou un poeta, novel·lista i traductor valencià en llengua castellana.
Va estudiar Dret a la seua ciutat natal i Filosofia i Lletres a Saragossa. Es va doctorar a la Universitat de Madrid.
Juntament amb el seu company d'estudis Joan Fuster van gaudir de la biblioteca personal del pare d'Albi i tenien diversos projectes literaris conjunts. No obstant, l'inici de la guerra civil els estroncà. La família d'Albi es traslladà a Cadis el 1936, i després d'un breu retrobament a Sueca, novament la família d'Albi es va mudar, en aquesta ocasió a Bilbao.
Va ser després de retrobar-se a Alacant que Albi i Fuster van fundar i codirigir entre el 1946 i el 1956 la revista Verbo, Cuadernos Literarios. El primer número va sortir el 1946 a Alacant, amb l'ajuda del seu pare, que era secretari de la Diputació Provincial, cosa que ho facilità. A partir del segon número hi van entrar a formar part Vicente Ramos i Manuel Molina. Àvid d'oferir als lectors les darreres tendències literàries, Albi va encarregar el 1947 a José Luis Cano que li portés totes les revistes literàries parisenques  que pogués.
Albi també va fundar l'anuari de poesia espanyola Anupe i autor d'una Antología del surrealismo español. Ha estat a més a més crític de poesia i d'art i conferencista. Les seues poesies han estat traduïdes al francès, anglès, alemany i hebreu modern i incorporades a diverses antologies espanyoles, europees i sud-americanes.

## Premis
Va obtenir el Premi Gabriel Miró per la seua novel·la El silencio de Dios, el Premi València de Literatura per Odissea 77 el 1977, el 1978 el Premi Miguel Ángel de Argumosa per Elegía atlántica i el Premi de les Lletres Valencianes de 2002.
Entre les seues publicacions poètiques mereixen destacar-se: Poemas del amor de siempre, Septiembre en París, Bajo palabra de amor, Elegías apasionadas, Piedra viva, Elegía atlántica el 1978, Jávea o el gozo el 1992 i Esfinges l'any 2000.